# 行政機関の保有する個人情報の保護に関する法律
行政機関の保有する個人情報の保護に関する法律（ぎょうせいきかんのほゆうするこじんじょうほうのほごにかんするほうりつ、平成15年5月30日法律第58号）は、行政機関における個人情報の取扱いに関する法律である。略称は行政機関個人情報保護法または行個法。
個人情報保護法関連五法の一つである。本法は、政府のデジタル改革に伴う個人情報保護制度の見直しに伴い、2022年（令和4年）4月1日に廃止され、本法の内容は個人情報の保護に関する法律に一本化された。以下の記述は、廃止時点での内容である。

## 歴史
1988年（昭和63年）に定められた「行政機関の保有する電子計算機処理に係る個人情報の保護に関する法律（昭和63年法律第95号）」の全部改正という形で成立、施行された。
2016年9月に、いわゆるビッグデータの活用を図るため匿名加工情報制度の導入を中心とする改正がされた。
2022年（令和4年）4月1日に、デジタル社会の形成を図るための関係法律の整備に関する法律（令和3年法律第37号）が施行されたことにより、同法附則第2条第1号の規定に基づき廃止された。

## 構成
- 第1章 総則（第1条、第2条）
- 第2章 行政機関における個人情報の取扱い（第3条 - 第9条）
- 第3章 個人情報ファイル（第10条、第11条）
- 第4章 開示、訂正及び利用停止
  - 第1節 開示（第12条 - 第26条）
  - 第2節 訂正（第27条 - 第35条）
  - 第3節 利用停止（第36条 - 第41条）
  - 第4節 不服申立て（第42条 - 第44条）
- 第4章の2 行政機関非識別加工情報の提供（第44条の2 - 第44条の16）
- 第5章 雑則（第45条 - 第52条）
- 第6章 罰則（第53条 - 第57条）
- 附則

## 法の目的
行政機関において個人情報の利用が拡大していることに鑑み、行政機関における個人情報の取扱いに関する基本的事項及び行政機関非識別加工情報（行政機関非識別加工情報ファイルを構成するものに限る。）の提供に関する事項を定めることにより、行政の適正かつ円滑な運営を図り、並びに個人情報の適正かつ効果的な活用が新たな産業の創出並びに活力ある経済社会及び豊かな国民生活の実現に資するものであることその他の個人情報の有用性に配慮しつつ、個人の権利利益を保護することを目的とする（1条）。

## 行政機関
次に掲げる機関をいう（2条1項）
1. 法律の規定に基づき、内閣府を除き内閣に置かれる機関及び内閣の所轄の下に置かれる機関
2. 内閣府、宮内庁並びに内閣府設置法に規定する機関（4.の機関を除く。）
3. 国家行政組織法に規定する機関（5.の機関を除く。）
4. 内閣府設置法並びに宮内庁法の機関並びに内閣府設置法の特別の機関で、政令で定めるもの（政令で定めるものは警察庁）
5. 国家行政組織法の施設等機関及び特別の機関で、政令で定めるもの（政令で定めるものは検察庁）
6. 会計検査院

4及び5が別になっているのは、これらの機関を対象から除くためではなく、開示の請求先等になる行政機関の長について特別に政令で定めることにしている（5条）からである。

### 行政機関の責務
- 行政機関は、個人情報を保有するに当たっては、法令の定める所掌事務を遂行するため必要な場合に限り、かつ、その利用の目的をできる限り特定しなければならない（3条1項）が、利用目的の変更は、変更前の利用目的と相当の関連性を有すると合理的に認められる範囲内で行うことができる（3条3項）。
- 行政機関は、本人から直接書面・電磁的記録に記録された当該本人の個人情報を取得するときは原則として、あらかじめ、本人に対し、その利用目的を明示しなければならない4条（利用目的の明示）。
- 行政機関の長[注釈 2]は、利用目的の達成に必要な範囲内で、保有個人情報が過去又は現在の事実と合致するよう努めなければならない5条（正確性の原則）。

## 保有個人情報
- 行政文書に記録されているもので、行政機関の職員が職務上作成し、又は取得した個人情報であって、当該行政機関の職員が組織的に利用するものとして、当該行政機関が保有しているものをいう（2条3項）。
- 利用及び提供の制限（8条）

## 個人情報ファイル
- 保有個人情報を含む情報の集合物で、一定の事務の目的を達成するために特定の保有個人情報及び、それを容易に検索することができるように、電子計算機を用いて体系的に構成したもの（2条4項）。
- 個人情報ファイルの保有等に関する事前通知（10条）
- 個人情報ファイル簿の作成及び公表（11条）

## 開示請求
開示請求者は、開示請求書に本人確認書類（運転免許証等）を提示又は提出の上、開示手数料（300円）とともに行政機関の長に提出することで、個人情報の開示請求ができる（第13条）。

### 不開示事由
- 開示請求者から開示請求があったときは、下記いずれかの不開示事由が含まれている場合を除き、行政機関の長は開示請求者に対して個人情報を開示しなければならない（第14条）。よって、請求者本人の情報であっても、全てが開示されるわけではない。

1. 開示請求者の生命、健康、生活または財産を害するおそれがある情報。
2. 開示請求者以外の個人情報。ただし、公にされている情報、人の生命等を保護するため開示を要する情報、公務員の職務の遂行に関る情報は除く。
3. 法人の情報であって、法人等の正当な利益を害したり、開示しないことを条件として入手した情報等。
4. 開示することにより国の安全等を害するおそれがあると行政機関の長が認めることにつき相当の理由がある情報。
5. 開示することにより犯罪の予防等に支障を及ぼすおそれがあると行政機関の長が認めることにつき相当の理由がある情報。
6. 国等の内部又は相互間における審議等の情報等であって、開示することにより、率直な意見交換等が不当に損なわれるおそれ等がある情報。
7. 国の機関等の事務等に関する情報であって、開示することにより事務等の適正な遂行に支障を及ぼすおそれがある情報。

- 行政機関の長は、開示請求に係る保有個人情報に不開示情報が含まれている場合において、不開示情報に該当する部分を容易に区分して除くことができるときは、開示請求者に対し、当該部分を除いた部分につき開示しなければならない（部分開示、第15条）が、個人の権利利益を保護するため特に必要があると認めるときは、開示請求者に対し、当該保有個人情報を開示することができる（裁量的開示、第16条）。
- 開示請求に対し、当該開示請求に係る保有個人情報が存在しているか否かを答えるだけで、不開示情報を開示することとなるときは、行政機関の長は、当該保有個人情報の存否を明らかにしないで、当該開示請求を拒否することができる（第17条）。

## 訂正請求・利用停止請求
開示された個人情報が事実でないと思料するときの訂正請求制度や、目的外使用・不適正に取得されている場合の利用停止や提供停止を求めることができる。評価又は判断の内容が不当というだけでは訂正等を請求することはできない。
- 訂正請求権（27条）。

## 不服申立て
個人情報の開示決定等に不服がある場合で、行政不服審査法に基づく審査請求を行った場合は、裁決等を行うべき行政機関の長は原則として情報公開・個人情報保護審査会に諮問した上で、その答申を尊重した上で裁決等をしなければならない。また、開示決定等に不服がある者は訴訟を提起することもできる（42条）。

## 行政機関非識別加工情報の提供
2016年の改正により新設された第4章の2の規定により、行政機関非識別加工情報の提供のため、提供する情報の範囲、要件等が規定された。

## 罰則
- 行政機関の職員若しくは職員であった者又は受託業務に従事している者若しくは従事していた者が、正当な理由がないのに、個人の秘密に属する事項が記録された個人情報ファイル（その全部又は一部を複製し、又は加工したものを含む）を提供したときは、2年以下の懲役又は100万円以下の罰金に処せられる（53条）。
- 偽りその他不正の手段により、開示決定に基づく保有個人情報の開示を受けた者は、10万円以下の過料に処せられる（57条)。

## 下位法令
- 行政機関の保有する個人情報の保護に関する法律施行令 - e-Gov法令検索
- 行政機関の保有する情報の公開に関する法律等に基づく手数料の納付手続の特例に関する省令 - e-Gov法令検索
- 行政機関の保有する個人情報の保護に関する法律施行令第二十一条第三項第一号及び第二十五条第三項第一号に掲げる行政機関等が保有する保有個人情報に係る開示請求及び行政機関非識別加工情報の利用の手続に関する省令 - e-Gov法令検索
- 行政機関の保有する個人情報の保護に関する法律施行規則 - e-Gov法令検索
- 行政機関の保有する個人情報の保護に関する法律第四章の二の規定による行政機関非識別加工情報の提供に関する規則 - e-Gov法令検索

## 関連法令
- 行政機関の保有する個人情報の保護に関する法律に係る行政手続等における情報通信の技術の利用に関する法律施行規則 - e-Gov法令検索